# 1195
Cette page concerne l'année 1195  du calendrier julien.
L'année 1195 est une année commune qui commence un dimanche.

## Événements
- 2 avril (Pâques) : lors d'un parlement général réuni à Bari, Philippe de Souabe reçoit de son frère Henri VI la Toscane et les États de la comtesse Mathilde[1].
- 8 avril : Alexis III Ange détrône et crève les yeux de son frère l’empereur byzantin Isaac II Ange (fin de règne en 1203) ; son épouse Euphrosyne Doukas domine le gouvernement. L’empereur Henri VI, couronné roi de Sicile en 1194, prétend récupérer les conquêtes balkaniques de Guillaume II de Sicile. Alexis III accepte de lui payer tribut et ne s’en tire que grâce à l’intervention d’Innocent III et à la mort d’Henri en 1197[2].

- 2 juin : victoire de David Soslan de Géorgie sur les Ildenizides d’Azerbaïdjan à Shamkor ; l’atabeg Abu Bakr échappe à l’encerclement et se réfugie à Nakhitchevan. Peu après, il parvient à reprendre Gandja[3].
- 13 juin : Crema, Milan et Brescia sont mises au ban de l’Empire[4]. En juillet[5], ces villes renouvelèrent la Ligue lombarde.
- 19 juillet : défaite des castillans d’Alphonse VIII sur les Maures à bataille d'Alarcos (Espagne)[6]. L’empire almohade est à son apogée.
- 13 septembre : bataille de la Mozgawa, en Pologne, opposant l’armée de Petite Pologne formée des partisans du jeune duc Lech le Blanc, soutenue pas des troupes russes du prince Roman de Halicz et celle de Grande-Pologne du duc Mieszko III le Vieux et de ses alliés silésiens[7].
- Automne : invasions de sauterelles en Hongrie et en Autriche[8].
- fin de l'année : le traité du 5 décembre donne à Philippe Auguste : Gisors, Gaillon et Vernon. Ces trois places, aux mains du roi de France, ce sont les portes de la Normandie ouvertes et Rouen, sa capitale, menacée.

- Traité de Novgorod avec les villes allemandes de la Baltique[9].
- Averroès est envoyé en exil sur ordre d’Abu Yusuf Yaqub al-Mansur pour sa doctrine sur le primat de la raison sur la religion[10]. Il se réfugie à Fès où on le retrouve et on l’emprisonne.